# Elk Township (comté de Clarion, Pennsylvanie)
Elk Township est un township, situé au nord de la partie centrale du comté de Clarion, aux États-Unis,. En 2010, il comptait une population de 1 490 habitants.

## Démographie
Lors du recensement de 2010, le township comptait une population de 1 490 habitants. Elle est également estimée, en 2018, à 1 408 habitants.

### Source de la traduction
- (en) Cet article est partiellement ou en totalité issu de l’article de Wikipédia en anglais intitulé « Elk Township, Clarion County, Pennsylvania » (voir la liste des auteurs).